# به خانواده رایلی خوش آمدید
به خانواده رایلی خوش آمدید (به انگلیسی: Welcome to the Rileys) فیلمی محصول سال ۲۰۱۰ و به کارگردانی جک اسکات است. در این فیلم بازیگرانی همچون جیمز گاندولفینی، کریستن استوارت، ملیسا لیو و الی شیدی ایفای نقش کرده‌اند.